# 威廉·克罗奇

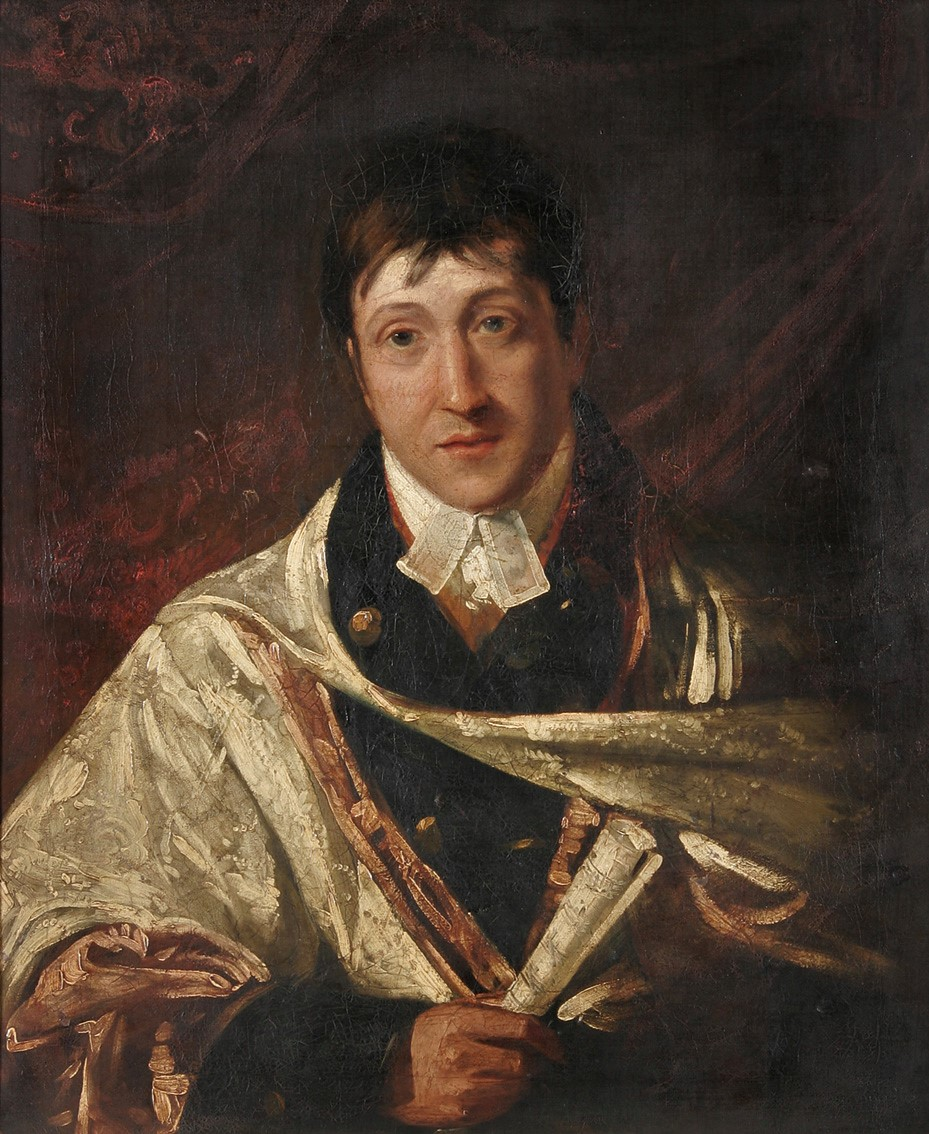
威廉·克罗奇肖像画（未注明日期），诺福克博物馆藏

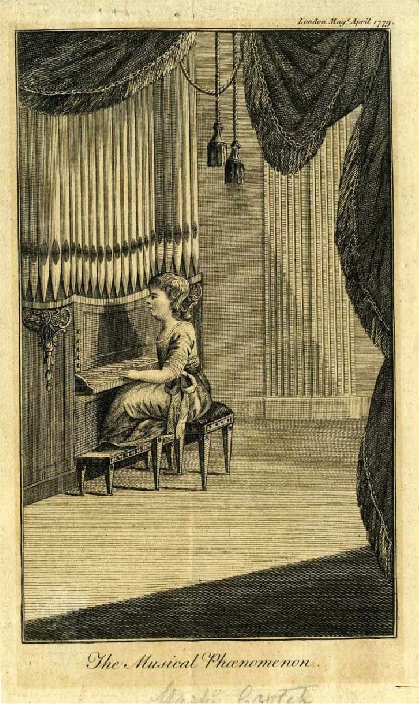
三岁半的威廉·克罗奇弹奏风琴的情景，摘自1779年4月的《伦敦杂志》（The London Magazine）

威廉·克罗奇（英语：William Crotch，1775年7月5日—1847年12月29日），英国作曲家和风琴家。

## 生平
威廉·克罗奇出生于诺福克郡的诺里奇，是一位木匠大师。同莫扎特一样，他所表现出的音乐天赋如一位神童，在童年时期就能演奏其父亲所制造的风琴 两岁时，他为来访者表演而成为当地的名人，来访者中包括音乐家查尔斯·伯尼（Charles Burney），后者撰写了致皇家学会的参访记录。三岁半的克罗奇被他雄心勃勃的母亲带到伦敦，在那里他不仅在圣詹姆斯宫皇家教堂的管风琴上演奏，还为乔治三世国王演奏。 1779年4月的《伦敦杂志》记载：
他似乎最喜欢庄重的教堂音乐，尤其是《第104诗篇》。一旦演奏完常见曲调与片段，或是演奏自己喜欢几个音符，他就会停下来，做一些恶作剧。然后，宾客们常给他一个蛋糕、一个苹果或一个橙子诱使他再弹奏一曲……
克罗奇后来意识到，这种经历使他成为一个被宠坏的孩子，以至于他无法更好地展现才能。
他曾在牛津大学基督堂学院任风琴师，后获得音乐学士学位。
他的作品《犹大的囚禁》（The Captivity of Judah）于1789年6月4日在剑桥的三一学堂上演。成年后最成功的作品是清唱剧《巴勒斯坦》（Palestine）（1812年）。
1797年，克罗奇成为牛津大学希瑟音乐教授。1799年，他获得了音乐博士学位。在牛津大学期间，他结识了音乐家和艺术家约翰·马尔切厄，并开始学习素描。他遵循马尔切厄的风格来记录每张照片的确切时间和日期，并在1805年在伦敦遇见画家约翰·康斯特布尔时，将这种习惯传给了更著名的后者。
1822年，他被任命为皇家音乐学院的第一任校长，但十年后辞职。诸如威廉·斯滕代尔·贝内特、露西·安德森、斯蒂芬·科德曼、乔治·乔布·埃尔维、西普里亚尼·波特及查尔斯·肯辛顿·萨拉曼等均为他的学生。请参阅：音乐家及其学生列表（C-F）中的威廉·克罗奇。
1834年，为了纪念威灵顿公爵担任牛津大学校长，克罗奇创作了第二部清唱剧《犹大的囚禁》（The Captivity of Judah）。这部作品与其1789年童年时期的作品并无关联。
他生命中最后几年在萨默塞特郡汤顿的儿子家中度过，于1847年突然去世。他被埋葬在汤顿郊外Bishop's Hull教区内的圣彼得与圣保罗教堂的墓地中。
牛津新马斯顿的Crotch Crescent街以他的名字命名。

## 资料来源
- Burney, Charles. . Philosophical Transactions of the Royal Society of London. 1779, 69 (1779): 183–206. JSTOR 106418. doi:10.1098/rstl.1779.0018.
- Rennert, Jonathan. . Lavenham: Terence Dalton. 1975. ISBN 978-0900963612. JSTOR 960437.

## 延伸阅读
- Snowman, Janet. . Laterality: Asymmetries of Body, Brain and Cognition. 2010, 15 (1–2): 209–252. PMID 20391154. doi:10.1080/13576500903201792.